# Limido Comasco
Limido Comasco (Limet o Limit in dialetto comasco, AFI: /ˈlimet/ o /ˈlimit/, e semplicemente Limido fino al 1911) è un comune italiano di 3 959 abitanti della provincia di Como in Lombardia.

## Geografia fisica
Il territorio si estende su una fascia prevalentemente pianeggiante, al limite della collina. È delimitato a ovest dal Torrente Bozzente e ad est dalla Roggia Mascazza. Nel suo territorio è inclusa la frazione di Cascina Restelli; vi sono inoltre altri due agglomerati: Cascina Castigliona e Cascina Resta. Nel 1971 il comune di Limido Comasco aveva una superficie di ettari 448.
Il clima è temperato, con inverni freddi ed estati calde e afose. Il mese più freddo è gennaio, mentre il più caldo è luglio. Il mese più piovoso è novembre, mentre il più secco è febbraio. Solitamente nevica in media due/tre volte all'anno, tra dicembre e febbraio, occasionalmente può nevicare anche in marzo e novembre. La temperatura più bassa mai registrata si attesta a −17,8 °C, registrata il 6 febbraio 2012, mentre la massima ha raggiunto i 39,0 °C l'11 agosto 2003.

## Origini del nome
Limido trae probabilmente il proprio nome dal latino limes,-itis (limite, linea di confine), indicando forse il confine imminente con la provincia di Varese, o più probabilmente il limite tra la pianura e la collina. Un'altra ipotesi meno probabile rimanda alla voce limet (margine erboso di campi), che si ritrova in lombardo occidentale o all'omonimo lemma relitto nel dialetto di Bormio, col significato di "sentiero fra i campi".
Nel Dizionario corografico-universale dell'Italia, edito nel 1854, il paese era chiamato anche Limito, forse per somiglianza ad alcune dizioni in lingua locali dove avviene lo scambio della dentale finale in -d con -t. Difatti, ancora più anticamente, il paese fu designato come Limit e Lìmid. Questi toponimi ricorrono nel Liber Notitiae Sanctorum Mediolani di Goffredo da Bussero nel XIII secolo.

## Storia

### Età antica
Pur mancando carte che ne attestino documentalmente la formazioni del primo agglomerato, Limido ha certamente origini molto remote. Nel VII secolo l'intera pianura padana era passata al cristianesimo e conseguentemente quasi ovunque gli antichi luoghi di culto nativo furono sostituite da chiese cristiane. Fra queste ci potrebbe essere l'antica chiesa di S. Abbondio (Santo morto nel 469 d.C. Si tratta di un presbitero greco che divenne vescovo di Como e patrono della città).
Questa dedicazione non trova peraltro riscontri nella diocesi di Milano, alla quale Limido è sempre appartenuto.
E anche questo dato legittima l'ipotesi di una origine dell'agglomerato di Limido più remota rispetto all'insorgenza delle cascine impiantate sul versante orientale del torrente Bozzente e separate, a occidente, dalla roggia Mascazza.

### Medioevo
Nel corso dei secoli il territorio di Limido Comasco fece parte del Contado del Seprio e del Ducato di Milano. A partire dal V-VI secolo seguì le vicende politiche e religiose della Pieve di Appiano.
La più antica menzione storica dell'esistenza di Limido è una pergamena dell'XI secolo, inerente ad una donazione di un certo Benedetto del fu Domenico di Limido. Al 1130 è attestata la presenza, tra i capitani e Valvassori milasesi, di un certo Johannes de Limidi.

### Età moderna
Nel XVII secolo il paese era chiamato Limìtto' da padre Leonetto da Clivone, fermatosi nel 1566 in paese quale visitatore apostolico della diocesi ambrosiana su mandato del cardinale Carlo Borromeo.
A seguito dello conquista del Contado del Seprio da parte dei Visconti, Limido fu inserito nel feudo di Appiano, istituito dalla famiglia milanese.
Il 6 ottobre 1650 Limido viene concesso in feudo ad Alfonso Del Rio Noriega e successivamente, dopo essere passato nelle mani di Branda Castiglioni e del capitano di ventura Giovanni Salier, nel 1739 giunge nelle mani dell'ultimo feudatario, il conte Carlo Litta Biumi. Nel Compartimento territoriale specificante le cassine del 1751, Limido era sempre inserito nel Ducato di Milano (governato dagli austriaci), in pieve di Appiano. Il suo territorio comprendeva anche i cassinaggi di Resta e Castiglione (quest'ultima è conosciuta oggi con il nome di Cascina Castigliona). Dalle risposte ai 45 quesiti della giunta del censimento del 1751 emerge che il comune, sempre infeudato al conte Carlo Litta al quale la comunità non versava alcun tipo di contribuzione, contava in tutto 368 anime. Ufficiali del comune erano il console, il sindaco ed il cancelliere. Incaricato delle riscossioni dei carichi e del pagamento delle spese era un solo esattore che veniva eletto pubblicamente. Il comune era sottoposto alla giurisdizione di un podestà feudale. Il console prestava giuramento alla banca criminale del Vicariato del Seprio di Gallarate.
Il comune di Limito compare nell'Indice delle pievi e comunità dello Stato di Milano del 1753. Nel Nuovo compartimento territoriale dello Stato di Milano (editto 10 giugno 1757), pubblicato dopo la Riforma al governo e amministrazione delle comunità dello stato di Milano del 1755, il comune di Limido, al quale risulta unito quello di Cassina Restelli, venne inserito con la denominazione di Limido con Cassina Restelli tra le comunità della pieve di Appiano, nel territorio del Ducato.
Nel 1771 il comune contava 571 abitanti (Statistica anime Lombardia, 1771).
Con la successiva suddivisione della Lombardia austriaca in province (editto 26 settembre 1786 c), il comune di Limido con Cassina Restelli, sempre collocato nella pieve di Appiano, venne inserito nella Provincia di Varese.
In forza del nuovo compartimento territoriale per l'anno 1791, la pieve di Appiano, di cui faceva parte il comune di Limido, venne inclusa nel XXXI distretto censuario della provincia di Milano (Compartimento Lombardia, 1791).
A seguito della suddivisione del territorio in dipartimenti, prevista dalla costituzione della Repubblica Cisalpina dell'8 luglio 1797 (Costituzione 20 messidoro anno V), con legge del 26 marzo 1798 il comune di Limido con Cassina Restelli venne inserito nel dipartimento del Verbano, distretto di Appiano (legge 6 germinale anno VI).

### Età contemporanea
Con successiva legge del 26 settembre 1798 il comune venne trasportato nel dipartimento d'Olona, distretto XX di Appiano (legge 5 vendemmiale anno VII). Nel gennaio del 1799 contava 507 abitanti (determinazione 20 nevoso anno VII).
Secondo quanto disposto dalla legge 13 maggio 1801, il comune di Limido con Cassina Restelli, inserito nel distretto secondo di Varese, venne a far parte del ricostituito dipartimento del Lario (legge 23 fiorile anno IX), trovando per la prima volta Como come capoluogo.
Con la riorganizzazione dei dipartimenti, avviata a seguito della legge di riordino delle autorità amministrative (legge 24 luglio 1802) e resa definitivamente esecutiva durante il Regno d'Italia, Limido con Cassina Restelli venne in un primo tempo inserito nel distretto XXXI ex milanese di Appiano (Quadro distretti dipartimento del Lario, 1802), classificato comune di III classe (Elenco comuni dipartimento del Lario, 1803), e successivamente collocato nel distretto I di Como, Cantone VI di Appiano. Il comune di Limido con Cassina Restelli nel 1805 contava 516 abitanti (decreto 8 giugno 1805 a).
Il successivo intervento di concentrazione disposto per i comuni di II e III classe (decreto 14 luglio 1807), vide l'aggregazione del comune di Limido ed uniti al comune di Mozzate, che fu inserito nel distretto I di Como, Cantone VII di Tradate. Prima della aggregazione Limido contava 514 abitanti (decreto 4 novembre 1809 b).
Tale aggregazione venne confermata con la successiva compartimentazione del 1812 (decreto 30 luglio 1812).
Con l'attivazione dei comuni della provincia di Como, in base alla compartimentazione territoriale del regno lombardo-veneto (notificazione 12 febbraio 1816), il comune di Limido con Cassina Restelli venne inserito nel distretto XXIII di Appiano.
Il comune di Limido con Cassina Restelli, dotato di convocato, fu confermato nel distretto XXIII di Appiano in forza del successivo compartimento delle province lombarde (notificazione 1º luglio 1844).
Col compartimento territoriale della Lombardia (notificazione 23 giugno 1853), il comune di Limido, che comprendeva la frazione di Cassina Restelli, venne inserito nel distretto V di Appiano. La popolazione era costituita da 812 abitanti.
In seguito all'unione temporanea delle province lombarde al regno di Sardegna, in base al compartimento territoriale stabilito con la legge 23 ottobre 1859, il comune di Limido Comasco con 851 abitanti, retto da un consiglio di quindici membri e da una giunta di due membri, fu incluso nel mandamento XIII di Appiano, circondario I di Como, provincia di Como.
Alla costituzione nel 1861 del Regno d'Italia, il comune aveva una popolazione residente di 905 abitanti (Censimento 1861). In base alla legge sull'ordinamento comunale del 1865 il comune veniva amministrato da un sindaco, da una giunta e da un consiglio. Nel 1924 il comune risultava incluso nel circondario di Como della provincia di Como. In seguito alla riforma dell'ordinamento comunale disposta nel 1926 il comune veniva amministrato da un podestà.
In seguito alla riforma dell'ordinamento comunale disposta nel 1946 il comune di Limido Comasco veniva amministrato da un sindaco, da una giunta e da un consiglio.

#### Emigrazione
A fine Ottocento e inizio Novecento molti residenti si trasferirono in Sudamerica, in particolare in Argentina e Uruguay, alla ricerca di migliori condizioni di vita. Le rimesse di quegli emigranti consentirono di finanziare la costruzione della rete idrica comunale, come ricordava una lapide posta nell'acquedotto (oramai abbattuto nell'estate 2007 durante i lavori di ristrutturazione del comune), che riportava il nome dei benefattori. Nel 1960 fece visita al paese il presidente uruguaiano Benito Nardone Cetrulo (1906-1964).

### Simboli
Lo stemma e il gonfalone sono stati concessi con decreto del presidente della Repubblica del 4 giugno 1987.
Gli scettri gigliati e decussati sono molto  probabilmente ripresi dal blasone della famiglia Torriani.
Il gonfalone è un drappo partito di giallo e di rosso.

## Monumenti e luoghi d'interesse

### Architetture civili

#### Casa Caimi-Canali
Casa Caimi-Canali è un edificio composto da due corpi di fabbrica disposti a "L" rivolta verso un giardino formale. L'ala più antica, risalente o alla fine del XVI secolo o agl'inizi del XVIII secolo, conserva al suo interno una serie di ambienti con copertura a cassettoni. La rimanente porzione, aperta da un porticato, è invece un'aggiunta primo-ottocentesca, realizzata in stile tardo-neoclassico su commissione della famiglia Canali.

#### Altro
- Villa Scalini, risalente alla fine del XIX secolo,[11] che porta il nome della famiglia che, nella seconda metà del XIX secolo, in paese fondò una florida filanda[6].
- Villa Canali Stringher (metà XIX secolo), ove soggiornò Bonaldo Stringher[6]
- Cascine della Castigliona e della Resta[5]

### Architetture religiose
- Chiesa della Beata Vergine Immacolata,[12] realizzata nel 1856 nella frazione di Cascina Restelli grazie al contributo dell'arciduca Massimiliano d'Austria[5].
- Chiesa di Sant'Abbondio[13], costruita tra fine Ottocento e inizio Novecento al posto della precedente parrocchiale[5][6]. L'esistenza, a Limido, di una chiesa dedicata a Sant'Abbondio è tuttavia attestata già nel XIII secolo, citata da Goffredo da Bussero nell'elenco delle quarantaquattro chiese che formavano la Pieve di Appiano[5].

## Società

### Evoluzione demografica
- 368 nel 1751
- 571 nel 1771
- 507 nel 1799
- 516 nel 1805
- 812 nel 1853
- 851 nel 1859

Abitanti censiti

## Economia
Limido Comasco ha un'economia basata sulla produzione agricola (in particolare di ortaggi, cereali e frutta), sull'industria (abbigliamento e tessile) e sull'allevamento del bestiame.
Risultano insistere sul territorio del comune 75 attività industriali con 277 addetti pari al 37,03% della forza lavoro occupata, 29 attività di servizio con 229 addetti pari al 3,88% della forza lavoro occupata, altre 46 attività di servizio con 188 addetti pari al 30,61% della forza lavoro occupata e 8 attività amministrative con 41 addetti pari al 6,15% della forza lavoro occupata. Risultano occupati complessivamente 748 individui, pari al 33,02% del numero complessivo di abitanti del comune.

## Infrastrutture e trasporti
Attraversata dalla viabilità provinciale, fra il 1910 e il 1934 la località era servita da una fermata posta lungo la Tranvia Como-Appiano Gentile-Mozzate.
Attualmente è invece disponibile un servizio bus, che partendo dalla stazione di Mozzate effettua due tappe a Limido Comasco per poi proseguire verso Appiano Gentile.

## Amministrazione
Alle ultime elezioni amministrative del 2024 è stato eletto sindaco Stefano Uboldi.
| Periodo | Periodo   | Primo cittadino        | Partito      | Carica  | Note   |
| ------- | --------- | ---------------------- | ------------ | ------- | ------ |
| 1995    | 1999      | Graziano Pagani        | lista civica | Sindaco | [ 16 ] |
| 1999    | 2004      | Sergio Castelli        | lista civica | Sindaco | [ 16 ] |
| 2004    | 2009      | Luigi Giovanni Saibene | lista civica | Sindaco | [ 16 ] |
| 2009    | 2014      | Luigi Giovanni Saibene | lista civica | Sindaco | [ 16 ] |
| 2014    | 2019      | Danilo Caironi         | lista civica | Sindaco | [ 16 ] |
| 2019    | 2024      | Danilo Caironi         | lista civica | Sindaco | [ 16 ] |
| 2024    | in carica | Stefano Uboldi         | lista civica | Sindaco | [ 16 ] |

### Esplicative
1. ↑  Per il dialetto comasco, si utilizza l'ortografia ticinese, introdotta a partire dal 1969 dall'associazione culturale Famiglia Comasca nei vocabolari, nei documenti e nella produzione letteraria.

### Bibliografiche
1. 1 2   Bilancio demografico mensile anno 2025 (dati provvisori), su demo.istat.it, ISTAT.
2. ↑   Classificazione sismica (XLS), su rischi.protezionecivile.gov.it.
3. ↑   Tabella dei gradi/giorno dei Comuni italiani raggruppati per Regione e Provincia (PDF), in Legge 26 agosto 1993, n. 412, allegato A, Agenzia nazionale per le nuove tecnologie, l'energia e lo sviluppo economico sostenibile, 1º marzo 2011,  p. 151. URL consultato il 25 aprile 2012 (archiviato dall'url originale il 1º gennaio 2017).
4. ↑   AA. VV., Dizionario di toponomastica. Storia e significato dei nomi geografici italiani., Milano, Garzanti, 1996,  p. 355, ISBN 88-11-30500-4.
5. 1 2 3 4 5 6 7 8 9 10   Storia, su comune.limidocomasco.co.it. URL consultato il 6 maggio 2020.
6. 1 2 3 4  Borghese, p. 261.
7. ↑   Limido Comasco, decreto 1987-06-04 DPR, concessione di stemma e gonfalone, su Archivio Centrale dello Stato. URL consultato il 31 ottobre 2022 (archiviato dall'url originale il 31 ottobre 2022).
8. ↑  http://www.protezionecivile.gov.it/documents/20182/982452/Elenco+delle+organizzazioni%2C+amministrazioni+ed+enti+a+cui+%C3%A8+concessa+la+benemerenza+a+titolo+collettivo/0d496793-238f-43f1-84bc-2c2bfa39649a
9. ↑   Casa Caimi-Canali, Piazza Sant'Abbondio, 8 - Limido Comasco (CO) – Architetture – Lombardia Beni Culturali, su lombardiabeniculturali.it. URL consultato il 6 maggio 2020.
10. 1 2  Langè, p. 287.
11. ↑   Villa Scalini - complesso, Via Guglielmo Marconi - Limido Comasco (CO) – Architetture – Lombardia Beni Culturali, su lombardiabeniculturali.it. URL consultato il 6 maggio 2020.
12. ↑   Chiesa della Beata Vergine Immacolata, Piazza Piave - Limido Comasco (CO) – Architetture – Lombardia Beni Culturali, su lombardiabeniculturali.it. URL consultato il 6 maggio 2020.
13. ↑   Chiesa di S. Abbondio - complesso, Viale delle Rimembranze, 5 - Limido Comasco (CO) – Architetture – Lombardia Beni Culturali, su lombardiabeniculturali.it. URL consultato il 6 maggio 2020.
14. ↑  Dati tratti da:
  -  Popolazione residente dei comuni. Censimenti dal 1861 al 1991 (PDF), su ebiblio.istat.it, ISTAT.
  -  Popolazione residente per territorio – serie storica, su esploradati.censimentopopolazione.istat.it.
Nota bene: il dato del 2021 si riferisce al dato del censimento permanente al 31 dicembre di quell'anno.
15. ↑  Francesco Ogliari, Como nella scienza e nei trasporti, TIBB, Edizione speciale fuori commercio, Milano, novembre 1987.
16. 1 2 3 4 5 6 7   Anagrafe degli amministratori locali e regionali, su amministratori.interno.gov.it. URL consultato il 13 maggio 2023.